# Kirsten Nelson
Kirsten Nelson (Oklahoma, EUA, 3 de outubro de 1970) é uma atriz estaduniense.

## Filmografia parcial
- The Fugitive (1993) — Betty
- The Untouchables (1994) — Daisy
- Baby's Day Out (1994) — Mulher no Parque
- Ned and Stacey (1996) — Esposa
- Three Women of Pain (1997) — Lani
- The Practice (1997) — Judy Burke
- Smut (1999) — Sra. Maplethorpe
- The Pretender (1999) — Agente Beth Swik
- Boy Meets World (1999) — Jessica
- Thanks (1999) — Polly Winthrop
- Pensacola: Wings of Gold — Sgt. Carol Davis/Davidson
- Just Shoot Me! — Helen
- The West Wing — Young Delores Landingham
- Buffy the Vampire Slayer (2002) — Lorraine Ross, segunda gerente do Doublemeat Palace
- Providence — Kim
- Ally McBeal — Connie Dekumbis
- The O'Keefes (2003) — Ellie O'Keefe
- Larceny (2004) — Della
- Frasier — Ellie
- Stuck in the Suburbs (2004) — Susan Aarons
- Without a Trace  (2005) — Ms. MacPherson
- Malcolm in the Middle (2005) — Jeanie
- Everwood (2005).... Ellie Beals
- War of the Worlds (2005) — Empresária
- Mrs. Harris (2005) (TV) — Entrevistadora
- Psych (2006) — Chefe Vick[1]
- NCIS (2012) — Beth Banks